# Lispocephala buettikeri
Lispocephala buettikeri är en tvåvingeart som beskrevs av Adrian C. Pont 1991. Lispocephala buettikeri ingår i släktet Lispocephala och familjen husflugor.
Artens utbredningsområde är Oman. Inga underarter finns listade i Catalogue of Life.